# Sainte-Colombe (Yonne)
Sainte-Colombe è un comune francese di 190 abitanti situato nel dipartimento della Yonne nella regione della Borgogna-Franca Contea.

## Società

### Evoluzione demografica
Abitanti censiti